# 宣誓手势 (中欧)

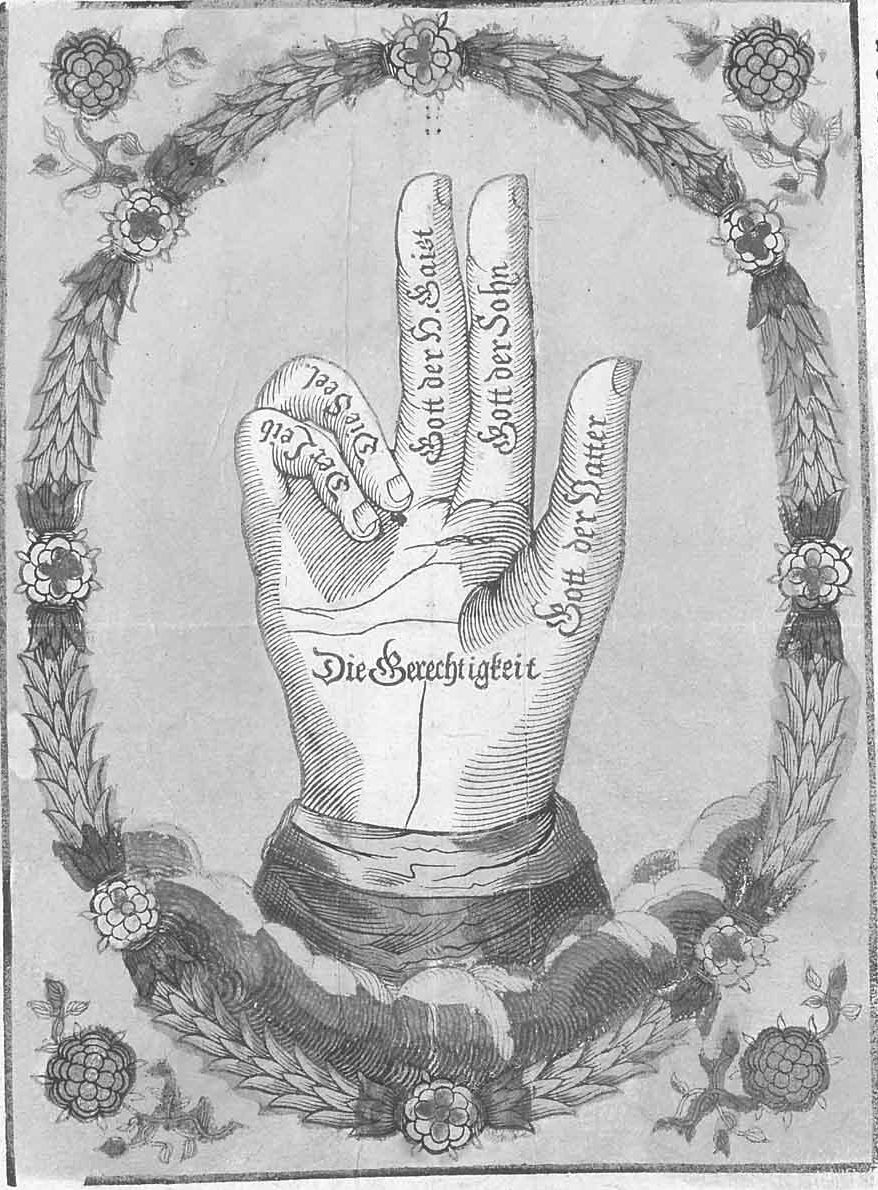
宣誓手势的宗教意涵解释

宣誓手势（德語：Schwurhand）是中欧地区军人、公务员就任及法庭宣誓时所使用的手势。其姿势为举起右手，张开食指和中指，小指和无名指弯曲贴紧手心，大拇指稍微张开。这个手势象征着基督教中的三位一体。
该手势已有几个世纪的历史，自1527年罗马之劫后，每年5月6日梵蒂冈的瑞士近卫队即采用该手势向教宗效忠。

## 宗教意涵
- 大拇指：圣父
- 食指：圣子
- 中指：圣灵
- 无名指：灵魂
- 小拇指：身体
- 手掌：正义[3][4]

## 图像

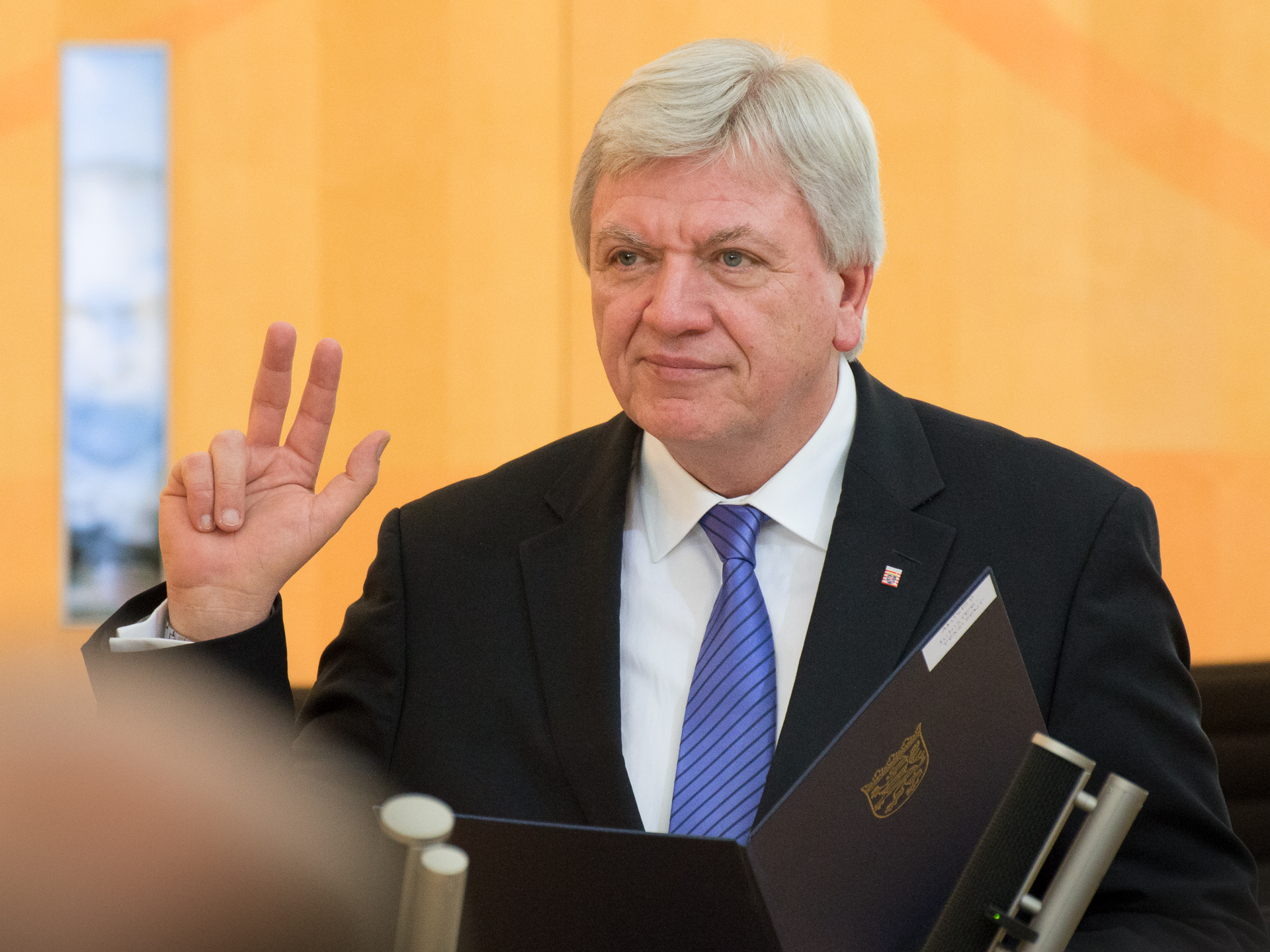
福尔克·布菲耶宣誓就任黑森州州长
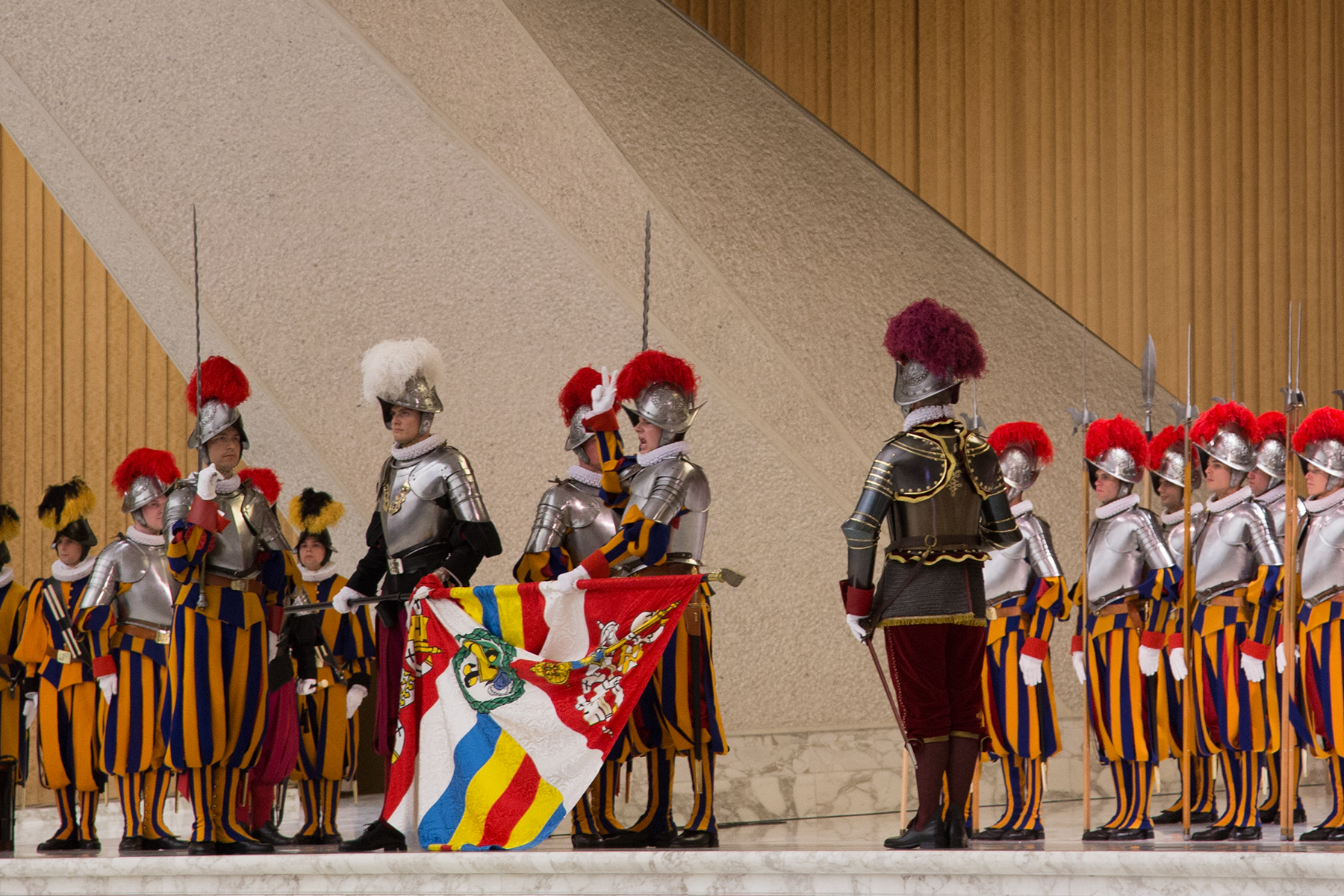
2013年梵蒂冈瑞士近卫队宣誓
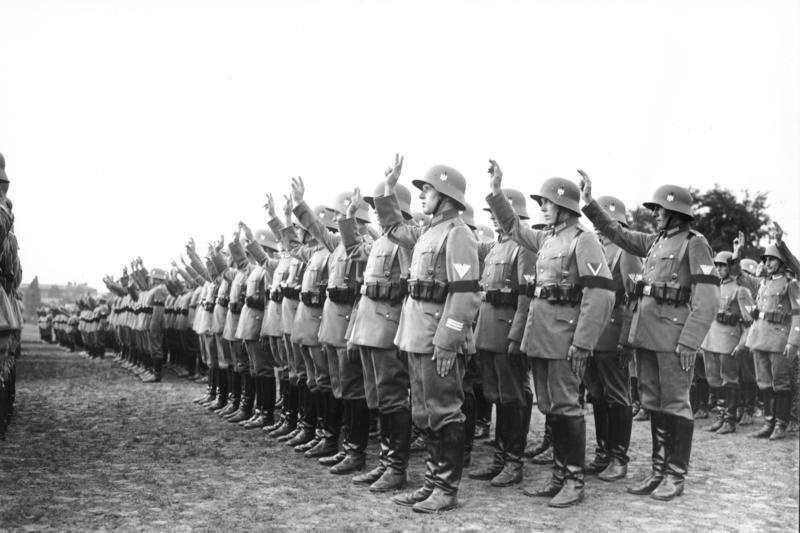
1934年国防军使用《希特勒誓词》宣誓
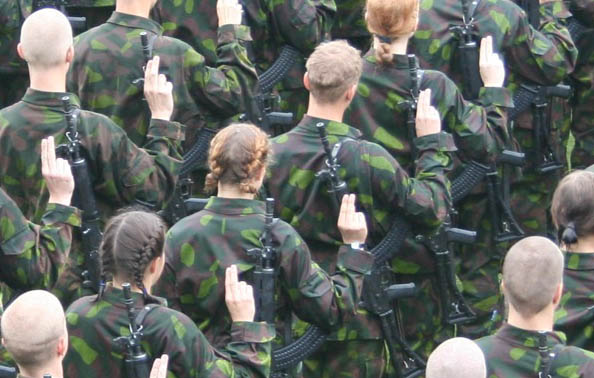
2005年芬兰志愿役士兵宣誓

## 纹章上的使用

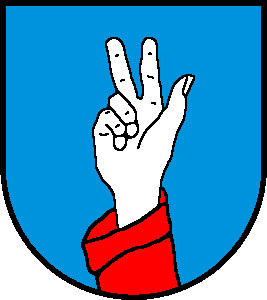
瑞士根彭
芬兰安亚拉（英语：Anjala）
瑞典格赖斯托普
德国Hommertshausen（德语：Hommertshausen）
德国上阿玛高